# Płaszcz (anatomia)

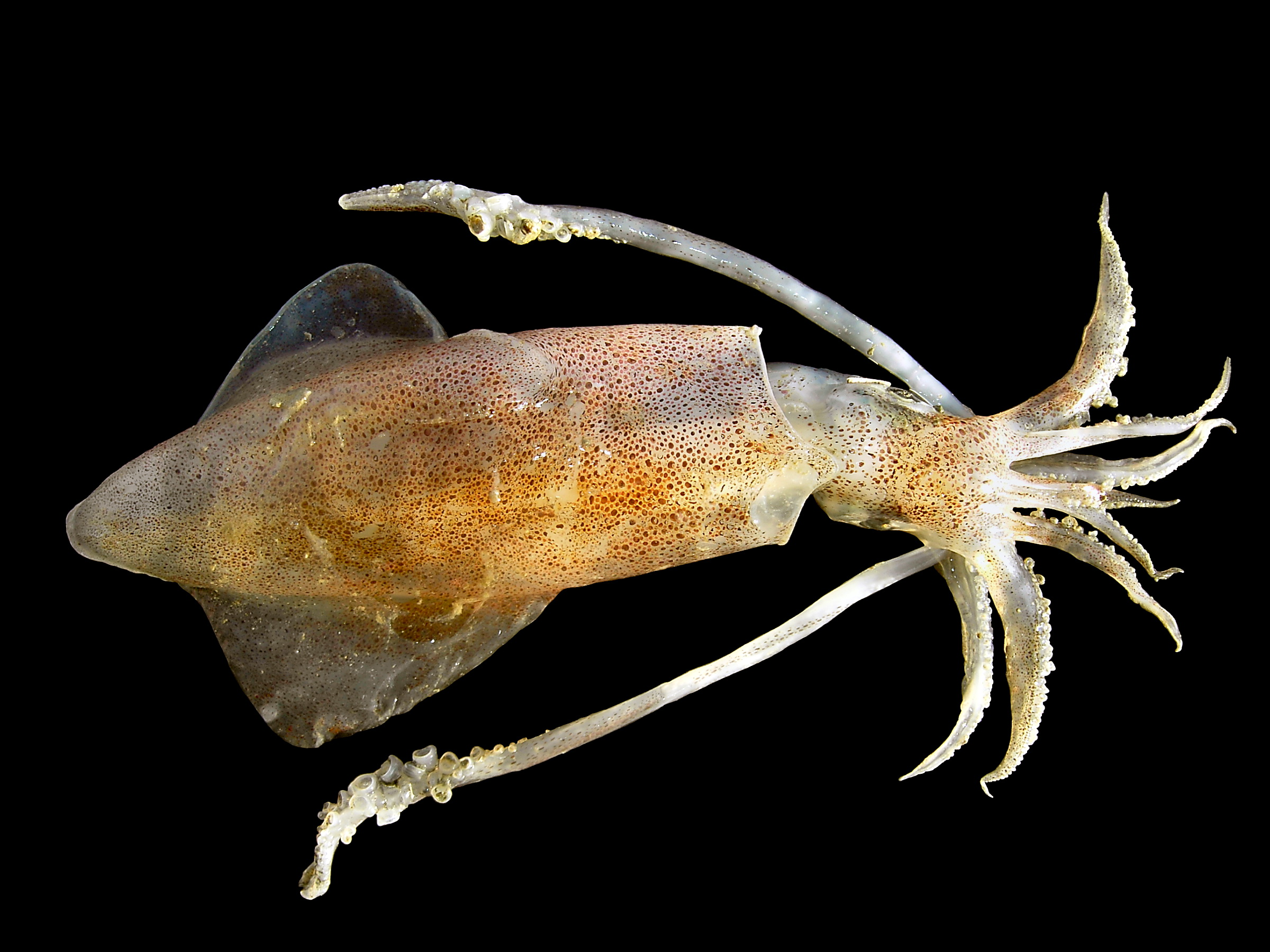
Kalmar pospolity z widocznym płaszczem

Płaszcz (pallium) – element anatomicznej budowy zwierząt należących do typu mięczaków, obok tarki stanowi drugą ich synapomorfię. Jest to gruby płat mięśni otaczający wór trzewiowy mięczaka. W płaszczu znajdują się gruczoły, które u wielu gatunków wytwarzają zewnętrzny szkielet – wapienną muszlę, chroniącą ciało zwierzęcia.
U głowonogów (mięczaków morskich) szkielet przeważnie ukryty jest pod płaszczem. Płaszcz przyrośnięty do tułowia po stronie grzbietowej, tworzy po bokach ciała dwie fałdy zrastające się na stronie brzusznej. Fałdy płaszcza tworzą obszerną jamę płaszczową, a w niej znajdują się skrzela.
U mięczaków oddychających tlenem atmosferycznym wykształca się jama płucna, będąca silnie ukrwioną jamą płaszczową.